# Двамата Джейк
„Двамата Джейк“ (на английски: The Two Jakes) е американска неоноар криминална драма от 1990 г., продължение на „Китайски квартал“ (1974), на Джак Никълсън, който играе и главната роля. Във филма участват още Харви Кайтел, Мег Тили и Маделин Стоу. Филмът е пуснат по кината в САЩ от „Парамаунт Пикчърс“ на 10 август 1990 г.